# El continental (noticiero)
El continental fue un informativo televisivo chileno emitido entre 1968 y 1970 por Canal 9. Fue presentado por Pepe Abad y reemplazó a Pantalla Noticiosa. El mismo día de debut de El Continental, Canal 13 canceló El Reporter Esso, debido al retiro de su auspiciador, y lanzó Martini al instante. El programa era transmitido de lunes a domingo a las 22:00. Este noticiario tuvo competencia indirecta con Martini al instante de Canal 13 y Telediario de TVN. El noticiero recibía su nombre por la empresa textil Fábrica de Paños Continental que era la auspiciadora del programa.
El 28 de diciembre de 1969, con ocasión del día de los Inocentes, los presentadores de El continental y Martini al instante, Pepe Abad y César Antonio Santis respectivamente, aparecieron en sus canales opuestos leyendo las noticias de aquel día.
El 10 de marzo de 1970, El continental fue reemplazado por Pantalla informativa, que a su vez fue reemplazado el 6 de abril por Nuevediario, y Pepe Abad retornó a Canal 13 para presentar el nuevo informativo denominado Teletrece.

## Presentadores
- Pepe Abad